# Rhampholeon moyeri
Rhampholeon moyeri là một loài thằn lằn trong họ Chamaeleonidae. Loài này được Menegon, Salvidio & Tilbury mô tả khoa học đầu tiên năm 2002.